# Doricó
Doricó (em grego: Δωρικόν; romaniz.: Dorikóu) é uma vila grega da unidade regional de Evros, no município de Alexandrópolis, na unidade municipal de Trajanópolis, na comunidade de Doricó. Localizada numa atitude de 80 metros, próximo a ela estão as vilas de Doricó e Nípsa. Segundo censo de 2011, têm 252 habitantes.